# TKB-011
TKB-011 (ТКБ-011), TKB-011M (ТКБ-011М) e TKB-011 2M (ТКБ-011 2М) eram fuzis de assalto bullpup soviéticos, capazes de tiro automático, com câmara para o cartucho 7,62×39mm, desenvolvidos pelo projetista de armas leves Nikolai M. Afanasyev de 1963 a 1965.
As partes internas das armas eram feitas de aço e as externas de baquelite. Esses fuzis de assalto e o TKB-022PM foram os primeiros a usar uma janela de ejeção tipo túnel, que agora é usada no FN F2000.